# Mari Yaguchi
Mari Yaguchi (矢口真里 Yaguchi Mari?,  Yokohama, Prefectura de Kanagawa, Japón, 20 de enero de 1983) es una cantante, animadora y actriz japonesa, perteneció a la segunda generación del grupo idol Morning Musume.

## Biografía
Yaguchi entró en Morning Musume el 3 de mayo de 1998 y, junto a Kei Yasuda y Sayaka Ichii, formaron la segunda generación.
En octubre de 1998, creó junto a Kaori Iida y Aya Ishiguro el grupo Tanpopo. No tuvo demasiado éxito personal, hasta que entró la cuarta generación en el grupo femenino que, con las simpáticas y divertidas Ai Kago y Nozomi Tsuji, despertó en todo el grupo y en sobre todo en ella misma la parte infantil y dulce. Las canciones pasaron a ser más movidas y pegadizas y, en plena época dorada del grupo, hubo un éxito de vendas y apoyo.
Tanto fue que Tsunku decidió hacerles un subgrupo llamado Mini Moni, por su pequeña pero igualada estatura y su alegría. Mari sería la líder y, más tarde, a ellas tres (Ai, Nozomi y Mari) se les sumaría la hawaiana Mika Todd y la por entonces desconocida Ai Takahashi, miembro de la quinta generación.
Pero el 15 de abril de 2005 se publicaron en la revista FRIDAY unas fotografías de Mari Yaguchi en compañía de su novio, Shun Oguri, hecho que provocó su inmediata dimisión del grupo, sin ceremonia de graduación. Mari sigue participando en el Hello! Project, como presentadora y ocasional cantante, pero más allá es coanimadora del programa de variedades y entrevistas Yaguchi-Hitori.
Tsunku ha abierto una nueva compañía de teatro llamada "Tsunku town", en la que Mari es la directora.
El 19 de octubre de 2008, a través de la página oficial de Hello! Project, fue confirmado que Yaguchi, junto con el resto del Elder club, se graduaría del Hello! Project el 31 de marzo de 2009.
Dada la popularidad de los sencillos y álbumes sacados con el programa japonés de variedadez Quiz! Hexago II (クイズ!ヘキサゴンII), Yaguchi ha grabado su sencillo debut: "Seishun Boku/Seishun Ore" (青春 僕/青春 俺), que es su primer lanzamiento oficial tras cuatro años de silencio al abandonar Morning Musume. Cantó la canción por primera vez en el Quiz! Hexagon II el 25 de febrero de 2009, y el sencillo se puso a la venta el 26 de marzo de 2009. Este se posicionó en su primera semana en el puesto 6 del Oricon semanal vendiendo 19.928 copias.
En noviembre de 2009, su canción Kaze wo Sagashite fue el opening 12 del anime One Piece, este salió a la venta el 13 de enero de 2010 colocándola en 2.º lugar en el ranking semanal del Oricon con 18, 939 copias vendidas.

## Vida personal
El 22 de mayo de 2011, Yaguchi, contrajo nupcias con el actor Masaya Nakamura. Tras dos años de matrimonio, en mayo de 2013 anunció su divorcio con éste. 
El 26 de marzo de 2018 se casó por segunda ocasión con el modelo Kenzo Umeda. Dio a luz a su primer hijo el 9 de agosto de 2019. El 1 de octubre de 2021 anunció el nacimiento de su segundo hijo.

## Participación en Hello!Project

### Grupos
- Morning Musume (1998-2005)
- ZYX (2003)
- ROMANS (2003)
- Dream Morning Musume (2011-presente)

### Subgrupos
- Tanpopo (1998-2002)
- Mini moni (2000-2003)
- Morning Musume Sakura Gumi (2003-2004)
- Hello! Project Akagumi (2005)

### Grupos Shuffle
- Aoiro 7 (2000)
- 7-nin Matsuri (2001)
- Sexy 8 (2002)
- 11 WATER (2003)
- H.P All Stars (2004)

## Anime

### Openings
| Año/s     | Canción           | Anime     | Opening/Ending | Episodios | N.º | Tipo  | Álbum | Romajī            | Japonés      |
| --------- | ----------------- | --------- | -------------- | --------- | --- | ----- | ----- | ----------------- | ------------ |
| 2009-2010 | Kaze wo sagashite | One Piece | Opening        | 426-458   | 12  | Anime |       | Kaze wo sagashite | 風をさがして |

### Seiyuu
| Año  | Anime            | Episodios   | Personaje  |
| ---- | ---------------- | ----------- | ---------- |
| 2009 | One Piece        | 426-429 (4) | Yoko       |
| 2003 | Mini Moni the Tv | 1-15 (15)   | Ella misma |